# Howard Mandel
Howard Mandel (* in Chicago) ist ein US-amerikanischer Musikjournalist, Sachbuchautor, Hörfunkmoderator und Hochschullehrer.
Mandel wuchs in Chicago auf und interessierte sich schon in seiner Jugend für Jazz, schreibt aber auch über andere zeitgenössische Musikstile (Motown, Avantgarde, Rock, Blues, Musical). Besonders war er durch die Aktivitäten der AACM in Chicago beeinflusst. Er studierte an der Syracuse University und begann als Musikkritiker 1973 bei der Chicago Daily Tribune (die aber 1978 einging). Er schrieb u. a. für Jazziz, Down Beat (seit 1978, damals als Associate Editor), Billboard, Guitar World, Ear, Village Voice, The Wire, Swing Journal  und verfasste bisher zwei Bücher über Jazz. Er hielt Vorlesungen an verschiedenen Universitäten wie der New York University und der New School (ebenfalls in New York) sowie dem Thelonious Monk Institute, aber auch im Ausland wie im Auftrag des US-Außenministeriums in Armenien und Kiew. Er schrieb auch viele Liner Notes und moderiert Radioprogramme zum Beispiel in seiner Zeit in Chicago bei WBEZ-FM („Jazz Chicago“) und später für National Public Radio (NPR) u. a. die Reihe „Improvised Unlimited“.
Mandel ist seit 1993 Präsident der Jazz Journalists Association (JJA), die 1986 von ihm in Chicago mitgegründet wurde; er agiert in der Öffentlichkeit als deren Sprecher und organisiert die jährlichen JJA Jazz Awards. Mandel lebt in New York.

## Schriften
- Future Jazz, Oxford University Press 1999, ISBN 0-19-506378-3 (Essays über Jazzentwicklungen nach 1975 aus seinen Magazinbeiträgen, Mandel gab auch eine gleichnamige CD heraus)
- Miles, Ornette, Cecil – Jazz beyond Jazz: How Miles Davis, Ornette Coleman and Cecil Taylor revolutionized the world of Jazz, Routledge 2007
- Herausgeber „Billboard illustrated encyclopedia of Jazz and Blues“, Billboard Books 2005
- Mandell The History, Myths, Values and Practices of Jazz Journalists, 2005, Rutgers University